# Casper Pedersen
Casper Phillip Pedersen (ur. 15 marca 1996 w Kopenhadze) – duński kolarz szosowy i torowy.

## Osiągnięcia

### Kolarstwo szosowe
Opracowano na podstawie:

2014
- 2. miejsce w Paryż-Roubaix juniorów

2015
- 3. miejsce w Scandinavian Race Uppsala

2016
- 2. miejsce w mistrzostwach Danii U23 (start wspólny)

2017
- 2. miejsce w Eschborn–Frankfurt U23
- 3. miejsce w mistrzostwach Danii U23 (start wspólny)
- 1. miejsce na 2. etapie Flèche du Sud
- 2. miejsce w Fyen Rundt
- 1. miejsce w GP Horsens
- 1. miejsce w mistrzostwach Europy U23 (start wspólny)
- 3. miejsce w Post Danmark Rundt
  - 1. miejsce na 1. etapie

2018
- 1. miejsce w klasyfikacji młodzieżowej Quatre Jours de Dunkerque

2019
- 2. miejsce w Hammer Stavanger (drużynowo)

2020
- 1. miejsce w Paryż-Tours

2023
- 1. miejsce w Figueira Champions Classic
- 3. miejsce w Baloise Belgium Tour

### Kolarstwo torowe
Opracowano na podstawie:

2013
- 3. miejsce w mistrzostwach świata juniorów (omnium)

2014
- 1. miejsce w mistrzostwach świata juniorów (omnium)

2015
- 1. miejsce w mistrzostwach Europy (wyścig drużynowy na dochodzenie)

2017
- 2. miejsce w mistrzostwach Europy (madison)

## Rankingi

### Kolarstwo szosowe
| Rok             | 2015 | 2016  | 2017 | 2018 | 2019  | 2020 | 2021 | 2022  | 2023 | 2024 |
| --------------- | ---- | ----- | ---- | ---- | ----- | ---- | ---- | ----- | ---- | ---- |
| World Ranking   |      | 2407. | 220. | 657. | 1361. | 173. | 714. | 1970. | 271. | 692. |
| UCI Europe Tour | 638. | 1603. | 89.  | 455. | 931.  | 143. | 560. | 1262. | -    | -    |
|                 |      |       |      |      |       |      |      |       |      |      |
| Źródło: UCI     |      |       |      |      |       |      |      |       |      |      |